# Bee Vang
Bee Vang (Fresno, Californië, 4 november 1991) is een Amerikaans acteur. Hij speelde mee in de film Gran Torino van Clint Eastwood.
Vang had voor zijn rol in Gran Torino geen ervaring met acteren.

## Filmografie
- Gran Torino (2008) - Thao Vang Lor
- Comisery (2020) - Skylar Fang
- Boy Luck Club (TV serie, 2020) - Kim Thao
- Dark Christmas (2021) - Jack Chang
- Voice of Shadows (2023) - Father James